# Die geheimnisvolle Flamme der Königin Loana
Die geheimnisvolle Flamme der Königin Loana ist der Titel des fünften Romans von Umberto Eco. Im italienischen Original, La misteriosa fiamma della regina Loana, erschien er im Juni 2004 und nur vier Monate später in der deutschen Übersetzung von Burkhart Kroeber.

## Handlung
Gefragt, wie er heißt, kann der Held und Ich-Erzähler des Buches zunächst nur antworten: „Warten Sie, ich hab’s auf der Zunge.“ Giambattista Bodoni, genannt Yambo, erwacht nach einem nicht näher erörterten Unfall, vermutlich einem Gehirnschlag, aus einem langen und tiefen Koma: Er ist zu dieser Zeit etwa sechzig Jahre alt, von Beruf Antiquar und lebt mit seiner Frau Paola in Mailand. Das alles erfährt er jedoch nur von anderen, denn seit dem Unfall hat er die Erinnerung an alles, was ihn persönlich betrifft, sein biographisches oder episodisches Gedächtnis, verloren, aber das semantische Gedächtnis behalten: Er erinnert sich noch, wie man Auto fährt, aber er weiß nicht mehr, welches sein Auto ist; er weiß noch, welche Museen und Denkmäler es in Mailand gibt, aber er kann nicht mehr sagen, ob er sie je besucht hat. Sogar seine Frau erkennt er nicht mehr, und er hat seine gesamte Kindheit vergessen.
Nachdem er wieder die ersten Schritte in sein gewohntes Alltagsleben gemacht hat, rät ihm seine Frau, auf die Suche nach seiner Kindheit zu gehen, um über diesen Weg sein Gedächtnis wiederzufinden. So begibt er sich an den Ort, wo er als Kind die Sommerferien und als Elf- bis Dreizehnjähriger die Kriegsjahre 1943–45 verbracht hat: das Landhaus seines Großvaters in den südpiemontesischen Bergen, ein großzügiges Gebäude mit breitem Hauptteil und zwei Seitenflügeln an einem Hang oberhalb des Dorfes Solara. Dies ist der Schauplatz des zweiten der drei Teile des Buches, „Ein Gedächtnis aus Papier“, in dem Yambo systematisch den Ort seiner Kindheit erkundet, der zum Glück fast unberührt geblieben ist und die meisten seiner früheren Besitztümer noch enthält. Schon der Name Solara weist auf die symbolische Bedeutung dieses Ortes hin: Wie Eco verschiedentlich angedeutet hat, verbirgt sich dahinter der piemontesische Ort Solero – das italienische Wort „solare“ meint aber „sonnig“, „heiter“ und lässt daher an eine glückliche Kindheit denken. Tagelang durchstöbert Yambo den weitläufigen Dachboden dieses Hauses und seine zum Teil seit Jahrzehnten nicht mehr betretenen Räume und versucht, anhand von dort gefundenen Büchern und Bildern, Teedosen und Zigarettenschachteln, Comic- und Schulheften, alten Zeitungen und Schellackplatten, seine Kindheit zu rekonstruieren – auch der etwas seltsam anmutende Titel des Romans ist von einem alten italienischen Comic aus den dreißiger Jahren übernommen. Was bei dieser Rekonstruktion herauskommt, ist das Porträt einer Kindheit im Italien der Jahre 1938–1945, geprägt von faschistischer Erziehung in der Schule und gleichzeitiger Verdrängung des Faschismus im Alltagsleben, von Krieg und Evakuierung und schließlich, gegen Ende des Krieges, vom Widerstandskampf der Partisanen gegen die deutschen Besatzer.
Der letzte Teil des Buches ist in griechischen Buchstaben mit „OI NOΣTOI“ überschrieben (hoi nostoi, „Die Heimkehren“, eine Anspielung auf die altgriechischen Epen von der Rückkehr der Helden aus Troja): Als Yambo beim Stöbern in alten Kisten unverhofft auf ein Original der berühmten Folio-Ausgabe der Werke Shakespeares von 1623 stößt – ein, wie er als Antiquar sofort erkennt, unermesslich wertvoller Fund –, fällt er vor lauter Erregung erneut ins Koma. In diesem Zustand kehrt nun aber sein persönliches Gedächtnis langsam wieder, und er erlebt in einer Art Fieberwahn, von dem er – bis zum Ende weiter im Koma liegend – in einer Art innerem Monolog erzählt, eine Reihe von Situationen aus seiner Kindheit während des Krieges wieder, die jedoch völlig ungeordnet auf ihn einstürmen. So stehen ihm plötzlich die Nächte im Luftschutzraum wieder vor Augen, wenn in seiner Heimatstadt Bombenalarm gegeben wurde, oder die ersten Begegnungen mit Partisanen in Solara, wohin die Familie sich vor den Bomben geflüchtet hatte, oder die langen Gespräche über Gott und die Welt mit seinem älteren Freund und Lehrer Gragnola, oder die Abende in der Küche, wenn er über seiner Briefmarkensammlung von fernen Ländern träumte, während der Großvater Radio London hörte, oder die tolle Geschichte vom ruhmreichen Sieg der Buben von Solara über die des Nachbarorts San Martino, und schließlich erinnert er sich – immer im Koma liegend – in aller Deutlichkeit an ein dramatisches Abenteuer gegen Ende des Krieges, als er zusammen mit seinem Freund Gragnola (der dabei ums Leben kam) einer Gruppe von Partisanen zur Flucht vor deutschen SS-Patrouillen verhalf. Diese Episode wird sehr lebendig und plastisch über 20 Seiten erzählt (S. 396–416) und gehört sicher zu den eindrucksvollsten des Romans. Die letzten Kapitel betreffen Erinnerungen an die unmittelbare Nachkriegszeit in der Heimatstadt des jungen Yambo (in der unschwer Ecos Heimatstadt Alessandria zu erkennen ist), an sein Leben als Gymnasiast und vor allem an seine erste Jugendliebe, das stets nur aus der Ferne angehimmelte Schulmädchen Lila. Diese Erinnerung ist es schließlich, die den im Koma Träumenden so sehr in Erregung versetzt, dass er sich gleichsam zwingt, nun endlich – mit Hilfe der von ihm angerufenen „guten Königin Loana“ – aus seinem Tiefschlaf zu erwachen, um Lilia wiederzusehen. Die letzten Seiten des Buches bereiten mit einem phantastischen Reigen von Bildern aus alten Flash-Gordon-Alben und anderen Comics (die alle großformatig im Buch abgebildet sind), vermischt mit privaten Erinnerungen den herbeiphantasierten Auftritt des Mädchens Lila und das Erwachen Yambos vor. Ob es dazu kommt, bleibt jedoch offen. Die letzten Zeilen des Romans lauten:
„Doch ein leichter Nebeldunst, ein mausgraues fumifugium quillt am oberen Ende der Treppe auf und verhüllt den Eingang. Ich spüre einen kalten Hauch, ich hebe die Augen. Warum wird die Sonne auf einmal so schwarz?“.

## Literarische Bedeutung
Von allen Romanen Ecos ist dieser fünfte sicherlich derjenige, der am meisten Autobiographisches enthält. Eco ist gleichaltrig mit seinem Helden Yambo, er lebt ebenfalls in Mailand, wenn auch nicht als Antiquar (aber als Stammkunde von Antiquaren), er hat eine ganz ähnliche Kindheit wie Yambo an denselben Orten wie er durchlebt und besitzt auch die meisten im Buch abgebildeten Gegenstände, die Yambo auf dem Dachboden in Solara entdeckt. Viele Episoden aus Yambos Kindheit und Jugend, darunter auch einen Schulaufsatz des Zehnjährigen von 1942 (dem „Jahr XX der Faschistischen Ära“), den er unter seinen Habseligkeiten findet, kennen aufmerksame Leser Ecos schon aus dessen „Streichholzbriefen“ und aus dem Essay „Wie ich schreibe“ (in dem Band Die Bücher und das Paradies. Über Literatur, München 2004), wo Eco sie als Geschichten aus seiner eigenen Kindheit und Jugend erzählt. Das dramatische Abenteuer mit den Partisanen habe er allerdings, sagt er, nicht selbst erlebt, sondern von einem Freund erzählt bekommen. Neben vielen Übereinstimmungen zwischen dem Autor und seinem Helden kann man freilich auch Unterschiede zwischen ihnen finden, z. B. beschreibt sich Yambo einmal auf die Frage, ob er auch Eigenes geschrieben habe, interessanterweise als ein „steriles Genie“ und behauptet, man könne nur entweder lesen oder schreiben. So erkennt man schließlich, dass es Eco mehr darum ging, die Biographie seiner Generation zu schreiben. Dies erreicht er durch mehrere Mittel, nicht zuletzt durch die Anlage des Buches als „illustrierten Roman“: Die Reise des Protagonisten in seine Vergangenheit wird von zahlreichen Abbildungen alter Buchumschläge, Plakate, Bilder und Gebrauchsgegenstände begleitet. Dadurch, dass Yambo sich nicht mehr erinnern kann und alles wie ein Außenstehender rekonstruieren muss, gewinnen die dargestellten Ereignisse Objektivität und Allgemeingültigkeit; ähnliches gilt für die Art, wie Eco populäre Schlager und faschistische Hymnen aus der Zeit seiner Kindheit einsetzt: auch sie sind historische Zeugnisse aus dem Italien der dreißiger Jahre. Mit Hilfe all dieser Kunstgriffe beschreibt Eco in denkbar umfassender, ja enzyklopädischer Weise den Kosmos seiner Kindheit.
Im Übrigen profitiert auch dieser Roman von Ecos Belesenheit. Man kann ihn als kleines persönliches Gegenstück zu Marcel Prousts großem Romanzyklus Auf der Suche nach der verlorenen Zeit verstehen, aber auch viele andere Zitate finden – oft über das Thema des Nebels, das eine wichtige Rolle spielt – ihren Weg ins Buch, nicht zuletzt Ecos Lieblingsnovelle, die Erzählung Sylvie von Gérard de Nerval (über die er sich ausführlich in dem Band Die Bücher und das Paradies ausgelassen hat). Außerdem stellen Bezeichnungen wie „OI NOSTOI“ oder die oft missverstandene Szene, in der Yambo über seinen Exkrementen sinniert, eine Hommage an große Werke der abendländischen Literatur dar, etwa an Homers Odyssee, oder an James Joyce’ Ulysses, an den auch der Aufbau des Romans erinnert. Schließlich erlaubt sich Eco auch hier wieder, wie schon in Baudolino, den Scherz, einen seiner eigenen Romane zu zitieren – hier Das Foucaultsche Pendel, auf dessen Ende sich die Stelle ziemlich genau in der Mitte des Buches bezieht (S. 242), wo es heißt: „Ich fragte mich, was ich eigentlich suchte, was ich wollte, es würde nicht genügen, hier sitzen zu bleiben und den Hügel zu betrachten, der so schön ist, wie es am Ende jenes Romans heißt, welcher war es noch gleich?“

## Ausgaben
- Umberto Eco, La misteriosa fiamma della regina Loana. Romanzo illustrato, Bompiani, Mailand 2004 ISBN 88-452-1425-7
- Umberto Eco, Die geheimnisvolle Flamme der Königin Loana. Illustrierter Roman, übers. von Burkhart Kroeber, Hanser, München 2004, ISBN 3-446-20527-6; dtv 2006, ISBN 3-423-13489-5

## Hörbuch
- Umberto Eco, Die geheimnisvolle Flamme der Königin Loana. Inszenierte Lesung mit Christian Brückner, Dieter Mann u. a., HR2 2004, Hörverlag, München 2004 (4 CDs)